# 活版印刷

活版印刷の　仕組み

活版印刷（かっぱんいんさつ）は、活字を組み込み並べた組版を用意し（活版と呼ばれる）、それに塗料を塗り紙へ転写し印刷すること。凸版印刷の一種。また、その印刷物。鉛版、線画凸版、樹脂版などの印刷も含めていう。活版刷りということもある。

## 歴史

### 木版印刷（前史）
木版印刷（一枚の板で版を作るもの）は中国で史上初めて行われた。
現存する印刷物で年代が確定している最古のものは、法隆寺などに保管され多数現存する日本の仏教経典『百万塔陀羅尼』（8世紀）であり、これは称徳天皇が発願して770年に完成させたと伝えられている。中国のものでは1900年に敦煌で発見された経典『金剛般若波羅蜜経』（868年ごろ、大英博物館蔵）がある。中国では9世紀以降、大量の印刷物が作成された。

### 活版印刷
史上初めて活字を用いた印刷が行われたのも中国である。
活字自体は、かなり早くから発明されていたようであるが、活字を並べた組版による印刷では、11世紀、北宋の工人畢昇の名が知られる。これは有名な科学者の沈括による『夢渓筆談』（むけいひつだん）巻十八技芸に記されているもので、それによれば、彼は1041年 - 1048年ごろに膠泥（こうでい）活字を用いてこれを行ったという。また、元代の人王禎（おうてい）の『農書』（1313年）には、木活字3万余字を作り、これらを彼の設計による回転活字台に韻によって並べたこと、それを用いて印刷したことが記されている。現存する世界最古の活字による印刷物は、温州市の白象塔から発見された北宋崇寧年間（1102-1106年）印刷（膠泥活字）の『観無量寿経』である。その他、12世紀半ばから13世紀初頭に西夏で印刷されたと見られる、内モンゴル自治区のエジン旗から発見された西夏文字による仏典や武威市で出土した『維摩詰所説経』が現存する。

#### 金属活字
13世紀には高麗にも活字印刷が伝わった。『詳定礼文』（しょうていれいぶん）の跋文には同本が1234年 - 1241年ごろに、鋳造の金属活字により28部を活字印刷したと記されている。また、高麗期の開城の墓からそのころのものと思しき銅活字が見つかっている。また、現存している印刷物としては、高麗末の1377年ごろに清州の興徳寺で印刷された『白雲和尚抄録仏祖直指心体要節』がある。金属活字による印刷物の中では世界最古とされる。

#### 日本及び欧州への伝播
日本へは13世紀末に活字を用いた活版印刷の技術が伝わり、江戸時代の直前から初期に至って印刷物が認められる（キリシタン版や嵯峨本など）。
印刷の欧州への波及は、モンゴル軍の西進と関連づけて考えられている。モンゴル軍が13世紀にドイツ国境に達するが、それから間もなく突如としてドイツに木版印刷が登場する。そして、1445年ごろにヨハネス・グーテンベルクが活版印刷を行ったとされる（その印刷書籍は聖書であった）。アルファベットは26文字しかないため、漢字文化圏に比べて活字の数も少なくて済むという利点があった。
一方で、中国・日本のような漢字文化圏においては、文字種が膨大であることや、崩し字が活版印刷に向いていないことから、活版印刷が普及しなかった。ただし、中国や日本では木版印刷が普及しており、18世紀ごろまでは出版物の部数は活版印刷が普及した欧米を上回っていた。また、活版印刷が廃れたわけではなく、江戸時代中期の日本で『ハルマ和解』のオランダ語部分を活版印刷で印刷している。
江戸幕末期の西洋式活版は、安政3年（1856年）に長崎奉行所の西役所でオランダの器械を用いたのが最初である。安政4年（1857年）、江戸幕府の洋学所・蕃書調所においてスタンホープ手引印刷機を用いた印刷が行われた。万延元年（1860年）には洋文書物『ファミリアル・メソード』が印刷され、文久年間には邦文活字も作られて二十数部の書籍が版行された。洋学書、翻訳書の復刻版、翻訳新聞の3種である。この翻訳新聞が日本最初の活字新聞である。
その後、出版部数の増大や紙型の発明により、19世紀末より漢字文化圏においても活版印刷が普及した。日本では名村泰蔵などの事業家がいた。

## 今日の活版印刷
活版の技術は、以降改良を加えられながらも5世紀にわたって印刷の中心に居続けた。改良といっても、それらは活版印刷の原理に直接踏み込むものではなかった。しかし、写真植字（写植）とDTP（デスクトップ・パブリッシング）化がその命脈を途絶えさせた。デジタル製版が可能になり、20世紀末以降の日本では活版印刷は絶滅に近い。名刺・はがき程度の印刷を担う印刷業者はあるものの、本を一冊分、というような会社はほとんどない。
日本では21世紀初頭にかけて活版印刷所が相次ぎ廃業し、使用されていた機械が廃棄された。しかし、2019年時点でも手作り感などを求めて活版印刷を請け負う企業や工房があり、愛好者を交えたイベント（西日本を対象とした「活版WEST」）が開催されている。

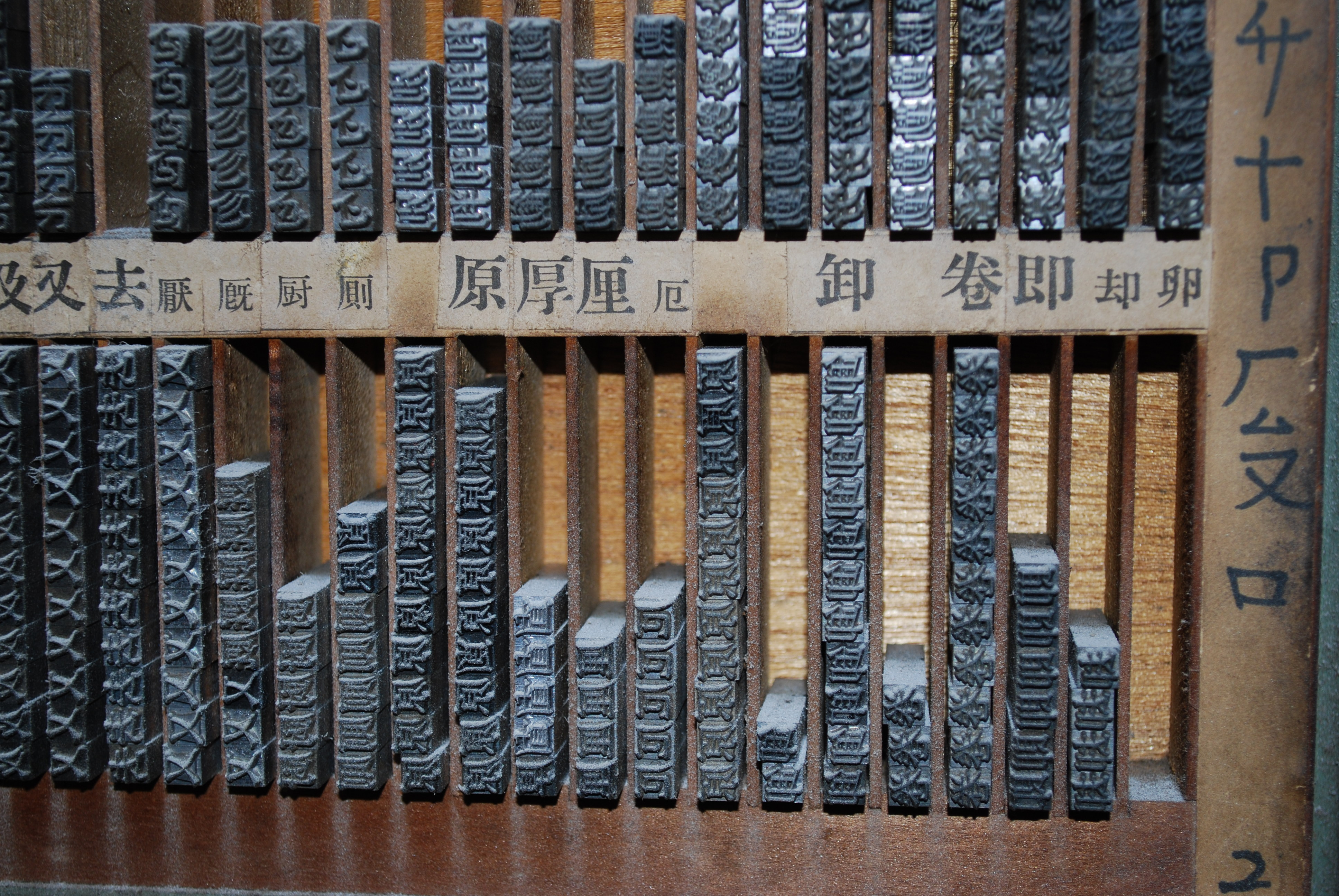
活版印刷に使われる活字

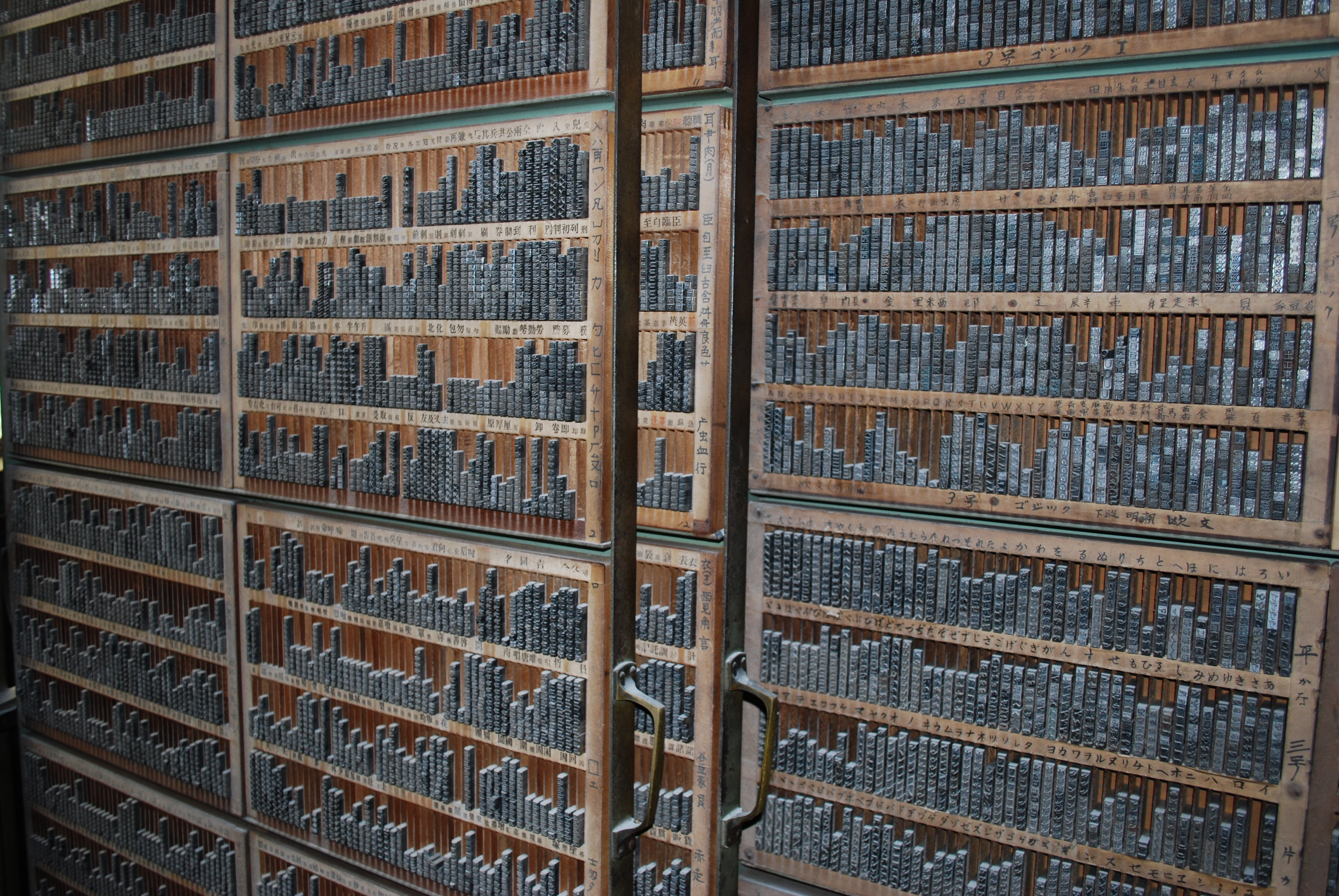
日本語の活字は膨大な数になる

## 工程

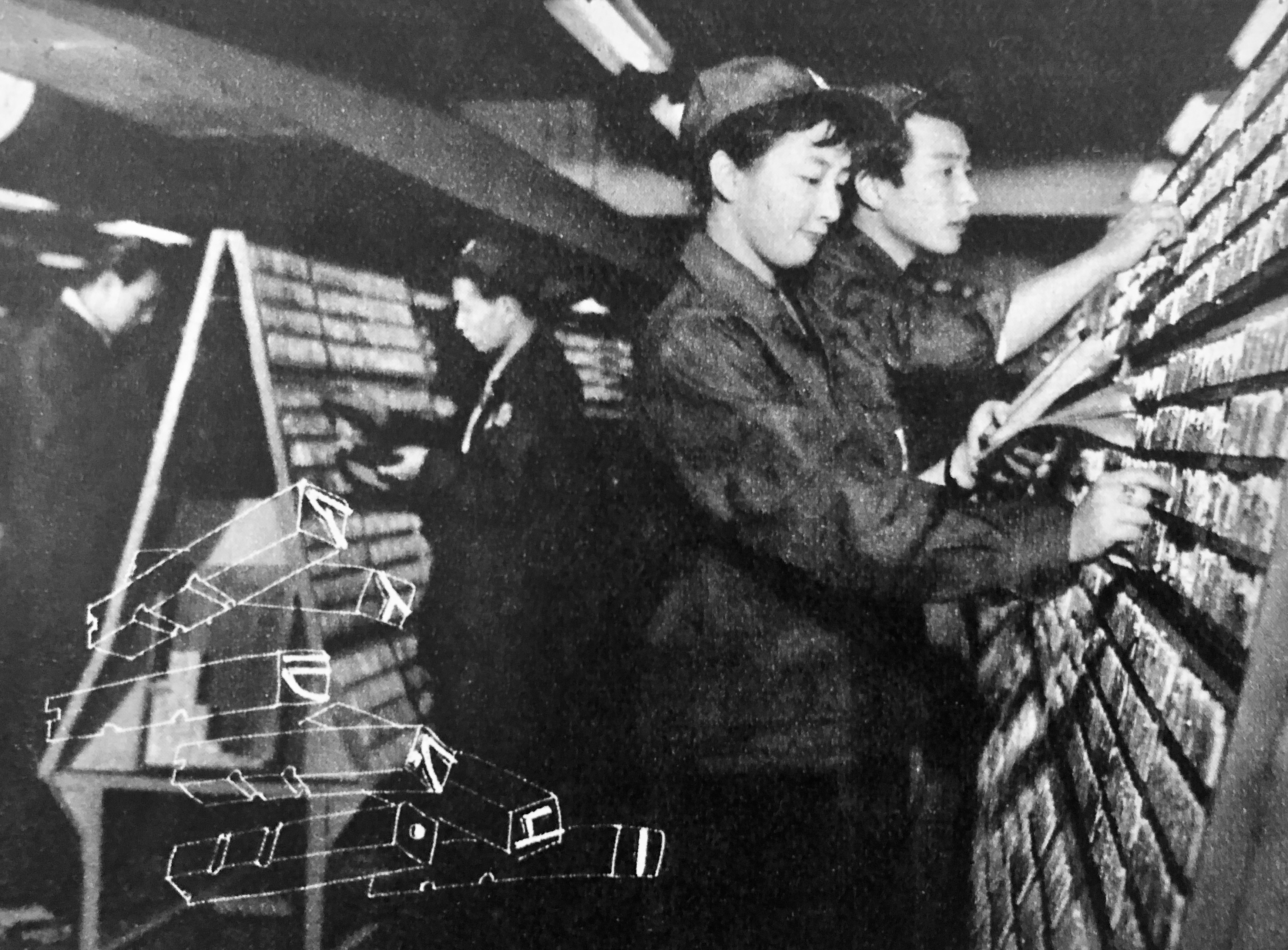
1955年3月頃。日本の新聞社の植字作業室。

活版印刷で書籍を組んで刷るということは、単に版面を構成する文字を並べるだけでも膨大な数の活字が必要になる。これはアルファベットでも同様であるし、日本語や中国語など字種の多い文字言語においてはより顕著である。また、行間や余白は写植・DTPにおいては文字どおり「何もない空間」であるが、活版ではインテルやクワタなどの込め物によって詰められた、まさに「充満した空間」なのであり、それらがまた金属（あるいは木）であるゆえにその分の重量も半端なものではない。さらに大量印刷のためには原版刷りではなく、紙型を取って複製する設備も必要となるなどの特徴がある。これは、印刷そのものよりも手前の工程において、大量の資材と人手を要することを意味する。
活版印刷をする際には、まず印刷しようとする原稿と、印刷に必要な活字を用意する。ただし、和文の場合は文字が膨大に存在するため、あらかじめ使う活字だけを用意しておく（文選）。その後、適切な活字を選択し、インテルなどとともに原稿に従って並べる（植字）。組版ステッキ上に並べていき、数行ごとにゲラ（仮刷り）に移しながら版全体を作り上げていく。なお、文字ごとに大きさの違う数千種以上の活字から適切なものを選択し、印刷寸法に応じた枠内に適切に配置するには、高度な訓練が必要である。版全体が組み上がったら、バラバラにならないよう糸で全体を縛る（結束）。その後、誤植がないか確認するため試し刷りを行い（校正刷り・ゲラ刷り）、校正の結果、間違いがなければ印刷機に取り付けて印刷する。印刷後はインクを落とし、活字ごとに版をバラバラにして片付ける（解版）。